# Тёплый Стан (станция)
Тёплый Стан — промежуточная железнодорожная станция Пензенского региона Куйбышевской железной дороги, располагается в Республике Мордовия. 
Станция была открыта в 1893 году. Расположена на двухпутном участке Кустарёвка — Самара Транссиба с тягой на постоянном токе 3 кВ. По характеру работы является промежуточной станцией, по объёму выполняемой работы отнесена к 4-му классу. Станция переведена на диспетчерское управление.
С 2022 года возобновлено пригородное железнодорожное сообщение по станции.
По состоянию на январь 2021 г. на станции формируется сборно-участковый состав на Рузаевку.